# Titus Labienus
Titus Labienus, né vers 100 ou en 98 av. J.-C. et mort le 17 mars 45 av. J.-C. à la bataille de Munda, est un général romain, l'un des principaux lieutenants de César durant la guerre des Gaules.
Il commença à servir en Cilicie vers 78-74 av. J.-C. sous le commandement de Servilius. 
En 63 av. J.-C., à la demande de César, il poursuivit Caius Rabirius pour haute trahison. La même année, en tant que tribun de la plèbe, il organisa un plébiscite qui assura à César la charge de pontifex maximus. 
Il servit comme légat lors de la guerre des Gaules, et remplaçait César lorsqu'il s'en absentait.
Ses principaux exploits dans ce conflit furent de défaire les Trévires commandés par Indutiomaros en 54 av. J.-C., son expédition contre Lutèce et sa victoire sur Camulogenus en 52, et des opérations contre les Éduens cette même année. Il fut un commandant de cavalerie talentueux. 
Il est un des premiers à abandonner César lorsque celui-ci franchit le Rubicon, lui reprochant peut-être une certaine ingratitude, en plus d'entrer en guerre contre la République. 
Accueilli avec allégresse par les partisans de Pompée, il combat à Dyrrachium et à   Pharsale, puis suit Caton en Afrique, où il réussit à tenir César en échec à Ruspina, mais est défait à Thapsus. 
Il rejoint ensuite Pompée le Jeune en Hispanie, et meurt en combattant à Munda.
Il eut un fils, Quintus Labienus.

## Biographie

### Famille et naissance
Il appartient à une famille de rang équestre originaire du Picenum, très certainement de la ville de  Cingulum, qui fut restaurée, embellie  et agrandie par lui avec ses propres deniers. Il n'y a cependant pas de preuve qu'il y fut né, plutôt que, par exemple, à Rome, où son père était installé.
Une tradition qui remonte à la Renaissance rattachait cette famille à la gens Atia ; le premier à avoir proposé ce rattachement est sans doute Paul Manuce (dans Antiquitatum Romanarum Liber de legibus, Venise, 1569, p. 29-30). Cette conception, qui ne repose sur aucune source antique, est aujourd'hui abandonnée.
Sa date de naissance n'est donnée par aucune source antique et n'est pas connue avec précision. Münzer situe cette naissance après l'an 100 av. J.-C., puisque Cicéron, dans le Pro Rabirio perduellionis reo, indique qu'il n'était pas né au moment de l'assassinat de Lucius Appuleius Saturninus et de ses partisans, en décembre 100. En tenant compte de l'âge minimum requis pour se porter candidat aux magistratures, la plupart des historiens placent sa naissance en 99 ou 98. Politiquement, la famille se divise en tendances divergentes : Quintus Labienus,  oncle de Labienus est tué au côté de Saturninus, tandis que son père  Titus soutient l'autorité consulaire,. 

De 78 à 75, Titus Labienus accompagne Publius Servilius Vatia, proconsul de Cilicie, et participe à ses campagnes contre les pirates. C'est peut-être en 78 que Labienus rencontra César, qui était alors officier dans la suite de Servilius.

### Cursus honorum
Contrairement à ses parents qui n'ont pas exercé de magistratures, Titus Labienus suit le cursus honorum et entre dans l'ordre sénatorial. 
Il est tribun de la plèbe en 63 av. J.-C. À l'instigation de Jules César selon Suétone, il intente un procès en haute trahison contre C. Rabirius, pour le meurtre du tribun Saturninus, survenu trente-sept ans plus tôt. A travers Rabirius, l'action de Labienus visait le Sénat et sa proclamation d'un senatus consultum ultimum, qui avait entraîné l'exécution de Saturninus. Après avoir dirigé trois réunions publiques, Labenius lors d'une quatrième réunion ne laisse parler Cicéron, défenseur de Rabirius, qu'une demi-heure et fait entamer le vote de la condamnation à mort de Rabirius par les comices. Le préteur Metellus Celer sauve Rabiruis en interrompant la tenue des comices. Labenius pourrait continuer son action judiciaire, mais il s'abstient de persister.
Pendant son tribunat, Labienus fait voter deux lois : la première concerne le remplacement du pontifex maximus Metellus Pius, décédé. Labienus promulgue que la désignation des pontifes se fasse par le vote du peuple, ce qui permet l'élection de César à ce sacerdoce ; la seconde accorde le triomphe à Pompée, ainsi que d'autres récompenses.
Il est probablement préteur en 61, 60 ou 59.

### Guerre des Gaules
De 58 à 49 av. J.-C., Labienus prend part à la guerre des Gaules comme légat propréteur du proconsul Jules César.

#### Campagne de 58 av. J.-C. contre les Helvètes et les Germains

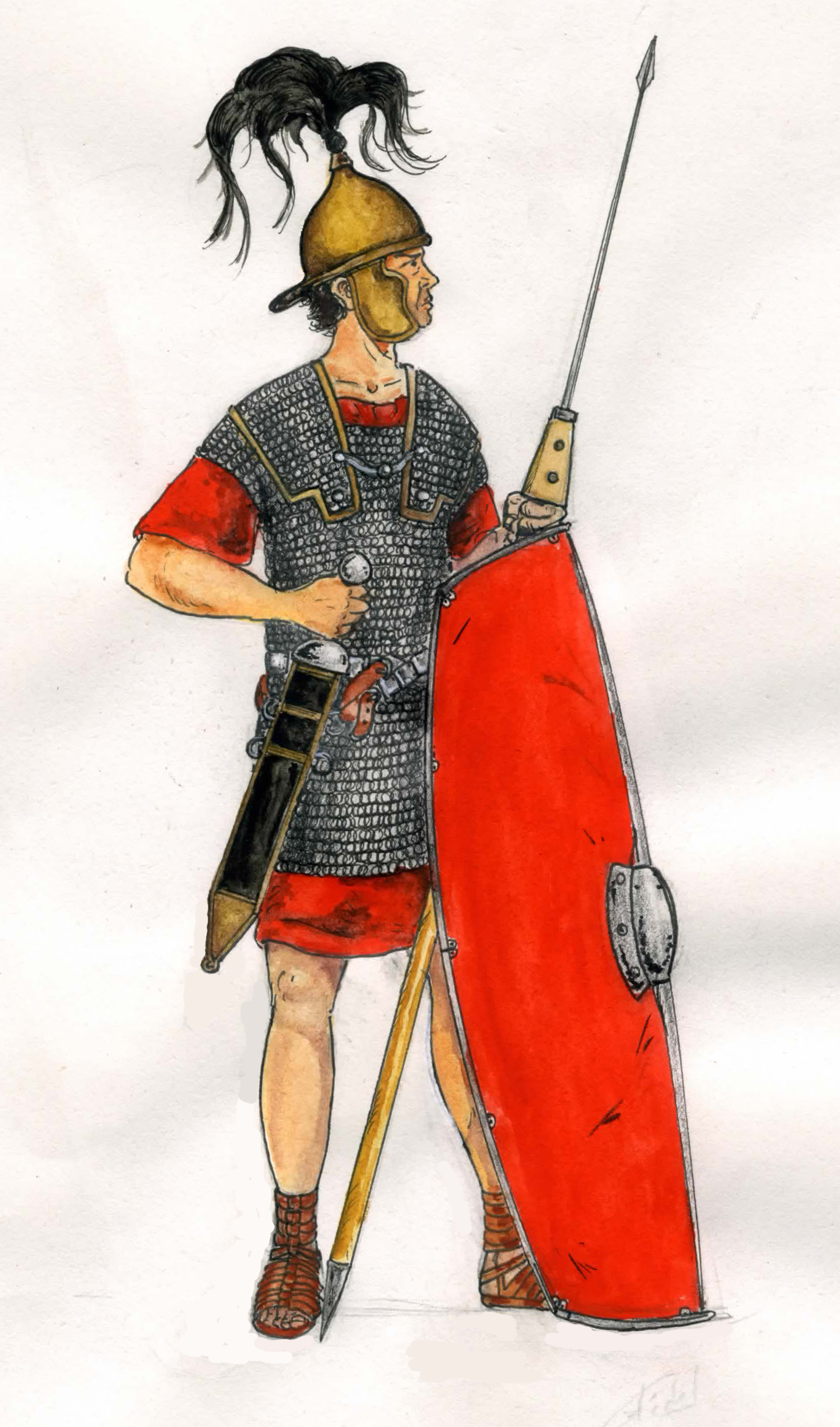
Légionnaire romain de l'époque de Titus Labienus.

En 58 av. J.-C., César confie à Labienus le commandement de la ligne fortifiée établie pour bloquer le passage aux Helvètes vers la Gaule narbonnaise, pendant qu'il amène depuis la gaule cisalpine le renfort de cinq légions.
Les Romains rattrapent les peuples helvètes au franchissement de l'Arar (la Saône) et taillent en pièce les Tigurins qui constituent l'arrière-garde. Plutarque crédite Labienus de ce succès, tandis que Jules César s'en attribue seul le mérite .
Les Helvètes ravagent le pays des Éduens. Ils s'arrêtent au pied d'une montagne. Labienus, sur les ordres de Jules César, en occupe avec deux légions le sommet. Alors que César avance dans la plaine vers les Helvètes, une méprise lui fait prendre les troupes de Labienus pour celles des ennemis, il rebrousse chemin vers une colline voisine. Labienus, qui a ordre d'attendre César pour lancer son attaque, ne bouge pas. Les Helvètes en profitent pour s'échapper. César attribue la faute de la méprise à son éclaireur Considius.  Pour le reste de cette année, Labienus n'est pas cité lors des batailles contre les Helvètes, ni contre le Germain Arioviste. Lorsque les légions prennent leurs quartiers d'hiver chez les Séquanes, César lui confie le commandement et repart en Gaule citérieure.

#### Campagne de 57 av. J.-C. contre les Belges
En 57 av. J.-C. Titus Labienus, depuis ses quartiers d'hiver, prévient Jules César, dans une lettre, que tous les peuples de la Belgique se coalisent contre Rome. Les troupes romaines marchent rapidement vers la Belgique. Les Rèmes font leur soumission. Les autres peuples les attaquent, la bataille de l'Aisne a lieu entre les Romains et les Belges. Ces derniers, battus, décident de se replier. Jules César envoie toute sa cavalerie et Titus Labienus avec trois légions à leur poursuite. Ils massacrent les fuyards et rentrent au camp.
Labienus sauve par son intervention l'armée d'une possible déroute à la bataille de la Sambre : Tandis que César établit son camp, il se fait surprendre par l'attaque des Nerviens, tandis que Labienus est à l'arrière avec deux légions. l'intervention d'une légion envoyée en renfort par Labienus permet de redresser la situation et d'obtenir la victoire.

#### Campagne de 56 av. J.-C. contre les Vénètes
Les peuples de l'Océan, menés par les Vénètes, se soulèvent. César fait construire une flotte sur la Loire. Afin d'éviter que la coalition ne s'étende aux autres peuples, il divise son armée. Titus Labienus est envoyé avec de la cavalerie chez les Trévires, il doit rentrer en contact avec les Rèmes, maintenir les Belges dans le calme et barrer la route aux Germains qui pourraient être appelés en renfort par les Gaulois. Les Vénètes sont finalement battus comme les Aquitains. Labienus ne semble pas avoir eu à mener des combats.

#### 55 et 54 av. J.-C., incursions en Bretagne
En 55 av. J.-C. César fait une incursion en Germanie, puis en Bretagne (Britannia) après avoir traversé la Manche. Au retour, deux navires, qui ont dérivé, abordent le continent plus loin que le gros de l'armée et sont pris à partie par une troupe de Morins. César envoie donc Labienus, avec les légions ramenées de Bretagne, ramener les Morins à la soumission, puis l'armée romaine prend ses quartiers d'hiver chez les Belges .
En 54 av. J.-C. César décide une deuxième incursion dans l'île. Il se rend à Portus Itius et laisse sur le continent Labienus avec trois légions et deux mille cavaliers avec pour ordre de garder le port, de garantir l'acheminement du blé pour l'armée en campagne et de surveiller la Gaule. Après avoir perdu une quarantaine de navires, César lui demande par écrit d'en construire le plus possible. Labienus en fabrique soixante, qui sont perdus à vide lorsque César ramène ses troupes sur le continent.

#### Quartiers d'hiver 54-53 av. J.-C.
César doit disperser ses légions pour leur quartiers d'hiver, en raison des difficultés de ravitaillement. Titus Labienus reçoit l'ordre d'aller chez les Rèmes non loin de la frontière avec les Trévires.   Les Gaulois profitent de cette dispersion pour attaquer chaque camp légionnaire, et anéantissent une légion. Labienus est lui-même menacé par les Trévires et ne peut intervenir. Il ne peut qu'exposer dans une lettre à César la situation réelle. César intervient avec deux légions et bat les Nerviens qui assiégeaient Quintus Cicero et sa légion. Labienus apprend la victoire de César par les Rèmes. Les Trévires et leur chef Indutiomaros apprennent eux aussi la défaite des Nerviens. 
Les Trévires, cependant, décident d'attaquer le camp de Labienus. Avec leur cavalerie, ils harcèlent régulièrement les Romains avant de se retirer, mais Labienus interdit à ses hommes de sortir du camp et de s'exposer. Pendant ce temps, il envoie secrètement des appels à ses alliés gaulois qui lui envoient de la cavalerie, que Labienus cache dans son camp. Lorsque les Trévires reprennent leur harcelement, il ordonne une sortie de toute sa cavalerie, non sans avoir donné l'ordre de chercher avant tout Indutiomaros. Il promet de grandes récompenses à ceux qui le tueront. Le chef gaulois est finalement pris et sa tête est rapportée à Labienus. À la nouvelle de la défaite des Trévires, les Éburons et les Nerviens se retirent aussi, l'hivernage se termine dans le calme.

#### 53 av. J.-C., combats contre les Trévires
En 53 av. J.-C. César fait lever de nouvelles légions. Les Trévires, quant à eux, cherchent à se libérer de Rome et essayent de soulever un maximum de Gaulois. César soumet tour à tour les Nerviens et les Sénons. Il envoie tous les bagages de l'armée avec deux légions à Labienus et attaque les Ménapes qui se soumettent aussi. Pendant ce temps, les Trévires décident d'attaquer Labienus, qui hiverne encore dans leur pays. Ayant appris que Labienus a reçu le renfort de deux légions, ils décident d'attendre le renfort des Germains qu'ils avaient convaincus de se joindre à eux. Labienus, informé de leur plan, décide de marcher à leur rencontre avec 25 cohortes et de la cavalerie gauloise en grand nombre, laissant les cohortes restantes garder son camp. Il fait stopper sa troupe sur la rive abrupte d'une rivière (La Semoy d'après Camille Jullian) et attend les Trévires qui se trouvent sur l'autre rive. Le lendemain, il ordonne le repli de ses troupes laissant entendre qu'il redoute l'arrivée des Germains. Les Trévires, voyant les Romains fuir, et informés des raisons par quelque informateur gaulois de la cavalerie de Labienus, décident d'attaquer sans attendre les Germains, traversent la rivière. Labienus fait alors marcher ses troupes vers les Trévires. Ces derniers sont surpris par l'attaque des Romains qu'ils croyaient en fuite et sont mis rapidement en déroute. Labienus en tue un grand nombre et fait de nombreux prisonniers, il reçoit peu de jours après la soumission de leur cité,. Les Germains, quant à eux, font demi-tour en apprenant la défaite des Trévires. César rejoint Labienus et décide de faire une nouvelle incursion en Germanie. Les Germains refusent le combat et se retirent dans de profondes forêts. César retraverse alors le Rhin et rentre en Gaule. Il décide de châtier les Éburons pour leur trahison de l'année précédente et l'anéantissement de la légion de Sabinus et Cotta. César ne rencontre aucune armée des Éburons et leur chef Ambiorix lui échappe toujours. Il décide alors d'appeler au pillage des Éburons et à leur extermination. Labienus a été envoyé avec trois légions vers l'Océan et le territoire des Ménapes. Le calme étant revenu en Gaule, César rentre en Italie.

#### Soulèvement des Gaulois
En 52 av. J.-C., les Gaulois se soulèvent et massacrent les citoyens romains installés à Cénabum (Orléans). Les Arvernes prennent aussi les armes, menés par un jeune chef: Vercingétorix. Les Bituriges suivent bientôt… César rentre en urgence en Gaule. Vercingétorix pratique la terre brûlée. Avaricum (Bourges), épargnée par les Gaulois, est assiégée et mise à sac par les Romains. César sépare alors son armée en deux: il confie quatre légions et une partie de la cavalerie à Labienus afin de  marcher contre les Sénons et les Parisii, et lui-même, avec six légions, marche sur Gergovie, capitale des Arvernes. César essuie un échec devant Gergovie. Les Éduens, alliés des Romains, se révoltent aussi. César décide alors de rejoindre l'armée de Labienus. Ce dernier affronte les Parisii et leurs alliés, menés par l'aulerque Camulogène. Les Gaulois se retranchent dans un marais (situé sur la rive droite de l'actuelle Seine) et bloquent le passage vers leur cité, Lutèce. Après avoir essayé de combler la marais pour lancer une attaque, Labienus change de tactique et se rend maître d'une ville des Sénons, certainement Melodunum (Melun), ce qui lui permet de traverser le fleuve à la faveur d'un gué, pour ensuite attaquer la cité des Parisii par la rive gauche. La bataille de Lutèce a lieu avec victoire de Labienus et la mort de Camulogène. Ayant appris la défection des Éduens et l'ampleur de la rébellion, il décide de rejoindre César dont il a appris les revers devant Gergovie.
La rébellion devient générale et Vercingétorix est élu chef suprême. César, coupé de la Province, fait appel à des cavaliers germains pour renforcer son armée. Après une bataille de cavalerie perdue, Vercingétorix se retranche dans l'oppidum d'Alésia.

#### Le siège d'Alésia
César assiège la ville. Une armée de secours gauloise arrive et de nombreux combats s'engagent. Les Gaulois ayant identifié le point faible des fortifications de César font porter leur effort maximal lors d'une nouvelle attaque générale. César envoie Labienus avec six cohortes pour soutenir les Romains en grand péril dans les fortifications de la montagne. César repousse les attaques et se dirige vers la zone de Labienus qui supportant une attaque majeure a dû faire appel à 39 cohortes supplémentaires venant des zones moins menacées. L'arrivée de César fait basculer le sort de la bataille en faveur des Romains. L'armée de secours se débande et Vercingétorix se rend le lendemain. Les Éduens et les Arvernes font leur soumission. Les Romains prennent leurs quartiers d'hiver et Labienus est envoyé avec deux légions (dont la XVe) et de la cavalerie chez les Séquanes.

#### Dernières opérations en 51-50 av. J.-C.
En 51 av. J.-C., les Bellovaques se soulèvent et César pour faire face à leur rébellion regroupe plusieurs légions tirées de leurs quartiers d'hiver, dont une des deux légions de Labienus. Les Bellovaques sont battus. César continue ses opérations de soumission. Il rappelle Labienus auprès de lui, envoie la XVe légion en Gaule cisalpine pour protéger les colonies romaines d'éventuelles incursions et le fait partir avec deux légions chez les Trévires. Labienus remporte chez eux un combat de cavalerie contre les Trévires et les Germains et capture l'Éduen Suros, le dernier des Éduens à ne pas avoir déposé les armes.
En 50 av. J.-C., César veut poser sa candidature pour un deuxième consulat pour 49 av. J.-C.) tout en restant dans les provinces gauloises. Il donne à Labienus le commandement de la Gaule cisalpine, dite Gaule Togée, espérant avoir le soutien politique cette région. Sur place, Labienus est approché par les opposants de César qui essaient de le faire passer dans leur camp. César lui garde cependant sa confiance.

### Guerre civile
En 49 av. J.-C., les dernières démarches politiques ayant échoué, César franchit le Rubicon le 10 janvier et marche sur Rome, à la tête de la XIIIe légion.
En janvier, Labienus passe dans le camp de Pompée, représentant de l'autorité sénatoriale, ralliement similaire à celui de son père lors de l'insurrection de Saturninus. Dion Cassius explique sa défection par la crainte d'une disgrâce de César, jaloux de la gloire et du faste que commençait à afficher Labienus. Labienus amène avec lui 3 700 cavaliers Gaulois et Germains. D'après Cicéron, il remonte le moral de Pompée en affirmant que César n'a pas les moyens de soutenir la lutte, affirmation à laquelle Cicéron ne croit guère lui-même. 
L'action de Labienus à partir de ce moment est surtout connue par les Commentaires sur la Guerre civile rédigés par César, qui va le ranger au nombre des inimicis Caesaris, les ennemis de César et l'entourage de Pompée. Dans la narration de la guerre civile, Labienus va se distinguer par son extrémisme contre César, sa cruauté et ses sous-évaluations des forces de César.

#### Année 49 av. J.-C., opérations en Italie  et en Espagne
Les villes romaines se soumettent les unes après les autres à César, même Cingulum, la ville natale de Labienus, qu'il avait fait agrandir et embellir à ses frais.
César part alors pour l'Espagne et met, au passage, le siège devant Marseille, la ville libre ayant refusé de se rallier à lui et préférant rester neutre. César bat les armées de Pompée en Espagne et Marseille finit par capituler.
César rentre à Rome où il est élu consul avec P. Servilius. À la fin de l'année 49 av. J.-C. il contrôle l'Italie, l'Espagne, les Gaules, la Sicile et la Sardaigne.

#### Année 48 av. J.-C., opérations en Grèce
En 48 av. J.-C., la guerre civile continue en Grèce. César prend successivement les villes de Oricum et Apollonia. Il marche alors sur Dyrrachium. Devant ces succès, l'armée de Pompée se met à douter. Labienus est alors le premier à faire le serment à Pompée de ne pas l'abandonner et de partager son sort, quel qu'il puisse être. Cette attitude de Labienus redonne espoir aux hommes qui jurent tous fidélité à Pompée. La route de Dyrrachium est coupée à César qui prend ses quartiers d'hiver sur la rivière Apsus. Pompée vient camper sur l'autre rive et y réunit toutes ses troupes et ses auxiliaires. César envoie un de ses lieutenants, Publius Vatinius, pour engager des pourparlers de paix. Labienus commence à parlementer avec Vatinius mais soudain une grêle de traits s'abat sur Vatinius. Il n'est pas touché car protégé par les boucliers de ses soldats. Labienus déclare alors que seule la mort de César pourra apporter la paix.
Pompée se fortifie dans le voisinage de Dyrrachium. César met le siège devant le camp de Pompée. Après de multiples affrontements, les troupes de César sont mises en fuite par les légions de Pompée. Ce dernier n'exploite cependant pas la situation. Cette action lui vaut le titre d'Imperator dans son camp. Labienus, quant à lui, se fait livrer les prisonniers césariens et les fait égorger publiquement après avoir moqué leur fuite.
César après cet échec décide de lever le siège de Dyrrachium et continue ses opérations en Grèce. Le 9 août 48 av. J.-C., commence la bataille de Pharsale. Pompée expose son plan et Labienus, qui commande la cavalerie,  prend la parole, rappelant que les troupes de César sont maintenant de piètre valeur après les pertes qu'elles ont subies. Il fait serment de ne rentrer au camp que vainqueur,. Pompée fait le même serment et tous les autres officiers aussi. La bataille se solde par la déroute des armées de Pompée, qui s'enfuit en Égypte. Il est trahi par les Égyptiens qui l'assassinent le 28 septembre de l'an 48 av. J.-C.
Après la mort de Pompée, Labienus rejoint Caton à Corcyre (actuel Corfou) avec d'autres pompéiens, puis, de là, se réfugie en Afrique pour continuer le combat contre César.

#### Opérations en Afrique du Nord
En 46 av. J.-C., les républicains ont comme nouveau chef Scipion. Labienus l'a rejoint en Afrique où César décide de les attaquer. Le 4 janvier 46 av. J.-C., s'engage la bataille de Ruspina. Labienus est à la tête d'une importante cavalerie, appuyée par de l'infanterie numide et des archers. L'armée de Labienus réussit à envelopper celle de César qui est contrainte de se former en rond et de combattre très à l'étroit. Labienus, à cheval et la tête nue, se tient au premier rang, et exhorte les siens, tout en s'adressant parfois aux légionnaires de César. Il apostrophe l'un d'eux, le traitant de novice et lui criant que César lui a tourné la tête et qu'il est maintenant dans une fâcheuse posture. Ce dernier, un vétéran de la dixième légion, répond alors à Labienus par un lancer de javelot qui atteint son cheval au poitrail. César finit par briser l'encerclement et se retire du champ de bataille. Bien que César s'en défende, la bataille de Ruspina est un succès pour Labienus. César se retranche dans Ruspina où il s'emploie à renforcer son armée à l'aide de ravitaillements venant par la mer. Scipion, pendant ce temps, fait sa jonction avec les troupes de Labienus.
Labienus, à la tête de ses cavaliers, essaie de prendre la ville de Leptis, mais c'est un échec. Les opérations se poursuivent de façon confuse. César et Labienus s'affrontent dans un combat de cavalerie où ce dernier perd de nombreux auxiliaires gaulois et germains qui périssent tous en se défendant vaillamment. César vante la grandeur et la beauté de leurs corps étendus sur le champ de bataille.
César se dirige ensuite vers la ville d'Uzitta pour y mettre le siège. Au passage, Labienus tente une embuscade, sur sa route, qui échoue et au cours de laquelle il manque d'être pris. César entame des travaux de siège, une attaque de cavalerie massive menée par Labienus échoue de nouveau. De nombreux soldats désertent alors le camp des républicains et rejoignent pour certains César. Une bataille rangée s'engage, les républicains étant appuyés par les éléphants du roi numide Juba. Le combat est incertain et Labienus à la tête de la cavalerie bridée tient en échec les troupes de César. Chaque camp se retire et entreprend de consolider ses fortifications.
Labienus tend de nouveau une embuscade aux troupes de César espérant les attaquer alors qu'elles vont collecter du blé. Informé par des transfuges, César déjoue l'embuscade, les Numides attaqués par les césariens fuient et Labienus est obligé d'intervenir avec sa cavalerie.
Labienus continue par la suite à harceler les troupes césariennes avec sa cavalerie essayant ainsi de leur couper le ravitaillement en blé et en eau. C'est un nouvel échec.
César décide alors d'entraîner ses troupes à la lutte contre les Numides et les éléphants. La bataille d'Aggar a lieu mais ne départage pas les ennemis. Labienus y participe à la tête de la cavalerie.
Le 6 avril 46 av. J.-C., a lieu la bataille de Thapsus. C'est la déroute des républicains. Le roi numide Juba se suicide un peu plus tard. Scipion est tué dans un combat naval alors qu'il tente de rejoindre l'Espagne.

#### Opérations en Espagne
En 45 av. J.-C., César part pour l'Espagne afin de terminer la guerre contre les derniers républicains qui y ont trouvé refuge, dont Cneius Pompée et Labienus. Le 17 mars 45, a lieu la bataille de Munda, dans le Sud de l'Espagne. La bataille est indécise et meurtrière, César et Labienus prennent personnellement part au combat. Mais lorsque Bogud de Mauretanie, allié de César, attaque le camp des pompéiens, Labienus quitte les rangs de son armée pour se lancer contre lui. Croyant que leur chef les abandonne, les pompéiens démoralisés perdent la bataille. Labienus trouve aussi la mort. Sa tête et celles d'autres chefs républicains sont portées à César, confirmant leur mort.
Son fils Quintus Labienus se réfugie chez les Parthes, et meurt en 39 av. J.-C. au côté de Pacorus, fils du roi des Parthes, en combattant Marc-Antoine.
Odonyme
L'avenue Labienus à Luxeuil-les-Bains.

### Sources
- Jules César (trad. Désiré Nisard), Commentaires sur la Guerre des Gaules, Paris, Firmin Didot, 1861 (lire sur Wikisource).
- Jules César (trad. Désiré Nisard), Commentaires sur la Guerre civile, Paris, Firmin Didot, 1865 (lire sur Wikisource).
- Pro Rabirio perduellionis reo de Cicéron.